# Eluvij
Eluvij ali preperelina (tudi preperina) je preperela kamnina, ki leži na mestu nastanka. Preperelina nastane, ko začne razgaljena kamnina na zemeljskem površju razpadati na večje in manjše dele. Temu procesu razpadanja kamnin pravimo preperevanje. Iz prepereline z vrsto zapletenih procesov pod vplivom delovanja živih organizmov, vode, zraka in sončnega sevanja začne nastajati prst.